# Bragdøya
Bragdøya est une île inhabitée de la municipalité de Kristiansand dans le comté d'Agder, au sud de la péninsule de Norvège.

## Description
L'île de 0,7 km2 se trouve dans l'archipel du Kristiansandsfjorden, juste au sud de la ville de Kristiansand. L'île est entourée par les petites îles de Svensholmen et Langøya au nord (à travers l'étroit détroit de Bragdøyrenna) et l'île de Hestehaue au sud-est. L'île fortement peuplée d'Andøya se trouve au sud-ouest.
Bragdøya appartient à la municipalité de Kristiansand depuis 1969, date à laquelle elle a été achetée avec une subvention du gouvernement en tant qu'espace public ouvert, avec l'exigence que les îles soient un espace de loisirs pour la ville. Pendant l'été, l'île est utilisée comme pâturage pour les moutons.

## Historique
Pendant des siècles, Bragdøya a été habitée. Le premier manoir de Kristiansand a été construit à Bragdøya vers 1770 pour la famille d'Henrik Arnold Thaulow. Thaulow était le grand-père d'Oscar Wergeland, Henrik Wergeland et Camilla Collett, et ses petits-enfants passaient du temps sur l'île pendant les étés. Il y a plusieurs chalets plus anciens sur l'île.
En 1915, deux grands entrepôts ont été construits du côté ouest de Bragdøya où le maquereau était salé et emballé pour l'exportation. Cependant, les affaires ne se sont pas particulièrement bien déroulées et, dans l'entre-deux-guerres, les affaires ont pris fin.
Les occupants allemands nazis ont commis des exécutions d'au moins 28 prisonniers de guerre soviétiques à Bragdøya pendant la Seconde Guerre mondiale.

## Loisirs
Bragdøya Kystlag, une association bénévole qui vise à préserver la culture maritime locale le long de la côte, est désormais propriétaire du complexe d'entrepôts nommé Bragdøya Coastal Heritage Centre. De 1996 à 2012, le centre a accueilli un festival annuel de blues. Certains jours, des excursions en bateau vers l'île sont organisées. Il y a un bateau spécial depuis le centre-ville de Kristiansand pendant les vacances scolaires norvégiennes qui fait un aller-retour de Bragdøya et de plusieurs autres îles.